# IC 29
IC 29 је галаксија у сазвјежђу Кит која се налази на листи објеката дубоког неба у Индекс каталогу.
Деклинација објекта је - 2° 10' 37" а ректасцензија 0h 34m 10,7s. Привидна величина (магнитуда) објекта IC 29 износи 15,1 а фотографска магнитуда 16,1. IC 29 је још познат и под ознакама MCG 0-2-72, CGCG 383-36, NPM1G -02.0011, PGC 2042.